# Ганнон Мореплавець

Подорож Ганнона

Ганнон Мореплавець (фінік. 𐤇‬𐤍‬𐤀, грец. Ἄννων, трансліт. Annōn) — відомий карфагенський флотоводець і мореплавець VI ст. до н. е.. Здійснив першу відому в історії подорож вдовж берегів Африки.
Походив з родини Магонідів.

## Подорож
Був сином Гамількара Магоніда. Ганнон обіймав посаду суффета (судді) у Карфагені, яка за значущістю дорівнювала посаді консула у Стародавньому Римі.
Точна дата подорожі Ганнона невідома. Це відбулося, за одними відомостями, в 525 до н. е., за іншими — у 470 до н. е. За рішенням Ради десяти — вищого органу управління Карфагена — його уповноважили очолити експедицію, що мала дослідити західні береги Африки та заснувати там нові карфагенські колонії. В експедицію відправили 60 пентеконтер — п'ятидесятивесельних галер — та 30 тисяч осіб. Частина з них мала стати колоністами.
Спочатку експедиція на чолі з Ганноном пройшла вдовж північного узбережжя Африки, перетнули Стовпи Мелькарта (Гібралтарську протоку) й на значний час зупинилися у місті Гадес (сучасний Кадіс, Іспанія). Потім експедиція вирушила на південний захід. Під час подорожі Ганнон заснував декілька колоній — в гирлі річки Сус (місто Фіміатріон, сучасна Мехдія), на мису Солоент. Після тривалої зупинки на мису Солоент вирушили далі. Є відомості тільки про назви колоній — Карійська стіна, Гітт, Акра, Мелітта, Арамбіс, але неможливо визначити їх сучасне розташування. Відомо, що карфагеняни зупинялися на мису Кантен, в Могадорі та Ліксі.
Експедиція пройшла вдовж узбережжя Африки до вулкану Камерун у Гвінейській затоці. Його Ганнон назван «Феон Охема» — «Колісниця богів». Після цього вони досягли затоки Габон (карфагенське — Південний Ріг). Там вони зустріли африканське племʼя Горила (у перекладі грецькою мовою, Γόριλλαι). У 1847 році горили, вид мавп, був науково описаний і названий на честь Горила.
Після цього експедиція Ганнона повернула назад до Карфагену.
У Карфагені Ганнон склав опис своєї подорожі, який закарбував на кам'яній дошці, та поставив у храмі Баал-Хаммона. Під час зруйнування Карфагену Сципіоном вона загинула, але текст встигли скопіювати. Історія була написана пунійською мовою (варіант фінікійської). Потім опис переклали на грецьку і під назвою «Періпл» (звіт про подорож) вона стала відомою в Стародавньому світі, а потім і у середньовічній Європі.
Подорож Ганнона була найзначнішою експедицією стародавнього світу. Тільки у XV ст. португальці зуміли пройти до тих місць, де побував Ганнон. Але для цього їм знадобилося 40 років.